# Anathon Aall
Anathon August Fredrik Aall, född den 15 augusti 1867 i Nesseby, Finmarken, död den 9 januari 1943 i Oslo, var en norsk filosof och psykolog. Han var brorsons sonson till Niels, Jørgen och Jacob Aall.

## Biografi
Anathon Aall blev teologie kandidat 1892 och filosofie doktor 1896 på avhandlingen Der Logos, I (även som Logosideens historie). Efter tävlan om professur i kyrkohistoria vid Kristiania universitet 1897, varvid Aall förklarats obehörig av bekännelseskäl, ägnade han sig åt filosofin. Han tog 1903 doktorsgrad i Halle med Zur Frage der Hemmung bei der Auffassung gleicher Reize, blev 1904 docent i Halle och utnämndes 1908 till professor i filosofi i Kristiania med filosofisk propedeutik och experimentell psykologi som specialitet.
Aall författade även Der Logos, II (Die Geschichte der Logosidee in der christlichen Litteratur, 1899), Vort sjælelige og vort ethiske liv (1900), Macht und Pflicht (1902), Ibsen und Nietzsche (1906), Sokrates – Gegner oder Anhänger der Sophistik (1906), Filosofiens historie i Norge (1911) och Filosofien i Norden (1918) samt ytterligare smärre och större fackarbeten.